# Gannay-sur-Loire
 Gannay-sur-Loire  là một xã ở tỉnh Allier thuộc miền trung nước Pháp.